# Silene veselskyi
Silene veselskyi là loài thực vật có hoa thuộc họ Cẩm chướng. Loài này được (Janka) H.Neumayer miêu tả khoa học đầu tiên năm 1942.